# Gawriił Gołowkin
Gawriił (Gawriła) Iwanowicz Gołowkin (Gabriel Gołowkin; ros. Гавриил (Гаврила) Иванович Головкин; ur. 1660, zm. 20 stycznia 1734) – rosyjski polityk, kanclerz, kanclerz Imperium Rosyjskiego od 1708 roku do swej śmierci w 1734 roku. Prawdziwym szefem dyplomacji był jednak do roku 1727 Boris Kurakin.

## Życiorys
W 1677, młody Gawriił Gołowkin związał się z dworem carewicza Piotra, będąc już uprzednio związanym z jego matką Natalią. Oboje chronili młodego carewicza w trudnym okresie regencji Zofii Aleksiejewny. Gołowkin towarzyszył carowi w jego podróżach i pracy w stoczni w holenderskim Zaanstad. W 1706 został pierwszym rosyjskim wielkim kanclerzem spraw zagranicznych na polu bitwy pod Połtawą (1709).
Gołowkin piastował ten urząd przez 25 lat. Gdy panowała Katarzyna I, został członkiem stworzonego przez nią w 1726 nowego organu władzy, jakim była Najwyższa Tajna Rada. Gdy cesarzowa ogłosiła młodego Piotra II swym sukcesorem, Gołowkinowi nakazała pieczę nad nim. Gdy w roku 1730 Piotr II zmarł, Gołowkin otwarcie poparł pretensje do tronu, jakie miała Anna Iwanowna Romanowa, księżna Kurlandii, przeciw arystokratycznym frakcjom Dołgorukowowów i Golicynów, opowiadając się za autokracją i odrzucając projekt konstytucji monarchii ograniczonej. Za rządów Anny Gołowkin został członkiem pierwszego rosyjskiego gabinetu, lecz w jego obrębie miał mniejsze wpływy niż faworyci carycy: Andriej Ostermann i Burkhard Christoph Münnich.
W roku 1707 Gołowkin został hrabią cesarstwa, a w 1710 hrabią rosyjskim. Był jednym z najbogatszych magnatów epoki. Nieznajomość języków obcych powodowała liczne konflikty z innymi ministrami i to nie tylko tymi niemieckiego pochodzenia. Od 1706 roku kierował wydziałem do spraw stosunków z Polską. Odznaczony Orderem Orła Białego i rosyjskim Orderem Świętego Andrzeja.